# Guadahortuna
Guadahortuna település Spanyolországban, Granada tartományban. Guadahortuna Alamedilla, Pedro Martínez, Gobernador, Torre-Cardela, Píñar, Iznalloz, Montejícar, Huelma és Cabra del Santo Cristo községekkel határos. Lakosainak száma 1830 fő (2024).

## Népesség
A település népessége az elmúlt években az alábbi módon változott:
| Lakosok száma | 2149 | 2083 | 2220 | 2057 | 2013 | 1984 | 1957 | 1935 | 1839 | 1830 |
|               | 2001 | 2004 | 2006 | 2009 | 2011 | 2014 | 2016 | 2019 | 2021 | 2024 |